# 連濁
連濁，指日语中两个词组合构成複合词时，複合词后一部分的词首清音常变为浊音的现象。例如：

（书信）
并不是所有的场合都会发生连浊。目前还没有发现能解释所有连浊现象的规则，仅发现若干出现或不出现连浊的倾向性。

## 规律
1. 连浊多见于和語词，在汉语词中较少，外来词极少出现连浊。
2. 名词 + 名词，构成并列、对等关系 > 不发生连浊。
3. 构成修饰关系，第二部分的第二辅音为浊音 > 多不发生连浊（Lyman定律）。
4. 前项词为后项词的主语或宾语 > 多不发生连浊。有些同属“名 + 动”型的复合词，当它兼有复合动词和复合名词时，一般发生连浊。
5. 一般地，用言构成的复合动词不发生连浊，但其转成名词要浊化。

## 解释
有人认为连浊是由早期日语的复合词中的以鼻音起首的助词（如）被省略而致。上古日语的浊音据认为是由原始日语的 *m/n(V)与后续清音的组合转变而来的。不过根据研究，可能连浊在上古日语时已经是大致定形的产生复合词的语音现象了，因为一些连浊是无法用助词省略论来解释的。